# Arnošt Berner
Arnošt Berner (3. srpna 1863 Černý Kostelec – 1942 Opava) byl rakouský a český novinář a politik, na přelomu 19. a 20. století poslanec Říšské rady.

## Biografie
Profesí byl středoškolským učitelem češtiny, němčiny a francouzštiny. V roce 1886 nastoupil jako suplent na reálnou školu v Brně. Pro aktivity v sociálně demokratickém hnutí byl ze školy propuštěn. Působil pak jako soukromý učitel. Od roku 1890 byl vedoucím redaktorem hornického listu Na zdar v Praze, později v Ostravě. V roce 1893 byl delegátem III. kongresu Druhé internacionály. Vydal několik politických brožur (Socialisté a mladočeši v parlamentě, Socialistický katechismus neboli Červená abeceda).
Na konci 19. století se zapojil i do celostátní politiky. Ve volbách do Říšské rady roku 1897, konaných poprvé podle všeobecného (byť nikoliv rovného) volebního práva, se stal poslancem Říšské rady (celostátní zákonodárný sbor) za všeobecnou kurii, 6. volební obvod: Olomouc, Šternberk, Hranice atd. Byl jedním z pěti prvních českých sociálních demokratů, kteří díky volební reformě usedli do vídeňského parlamentu. Tito sociální demokrati pak na Říšské radě prezentovali takzvané protistátoprávní prohlášení, ve kterém se vymezili proti státoprávním postojům nesocialistických českých politických stran. Označili dlouhodobé federalistické snahy české politické reprezentace za „vyhrabávání ztrouchnivělých historických privilegií a dokumentů,“ což vyvolalo v české společnosti ostré polemiky.